# Retablo mayor de la iglesia de San Millán de los Balbases

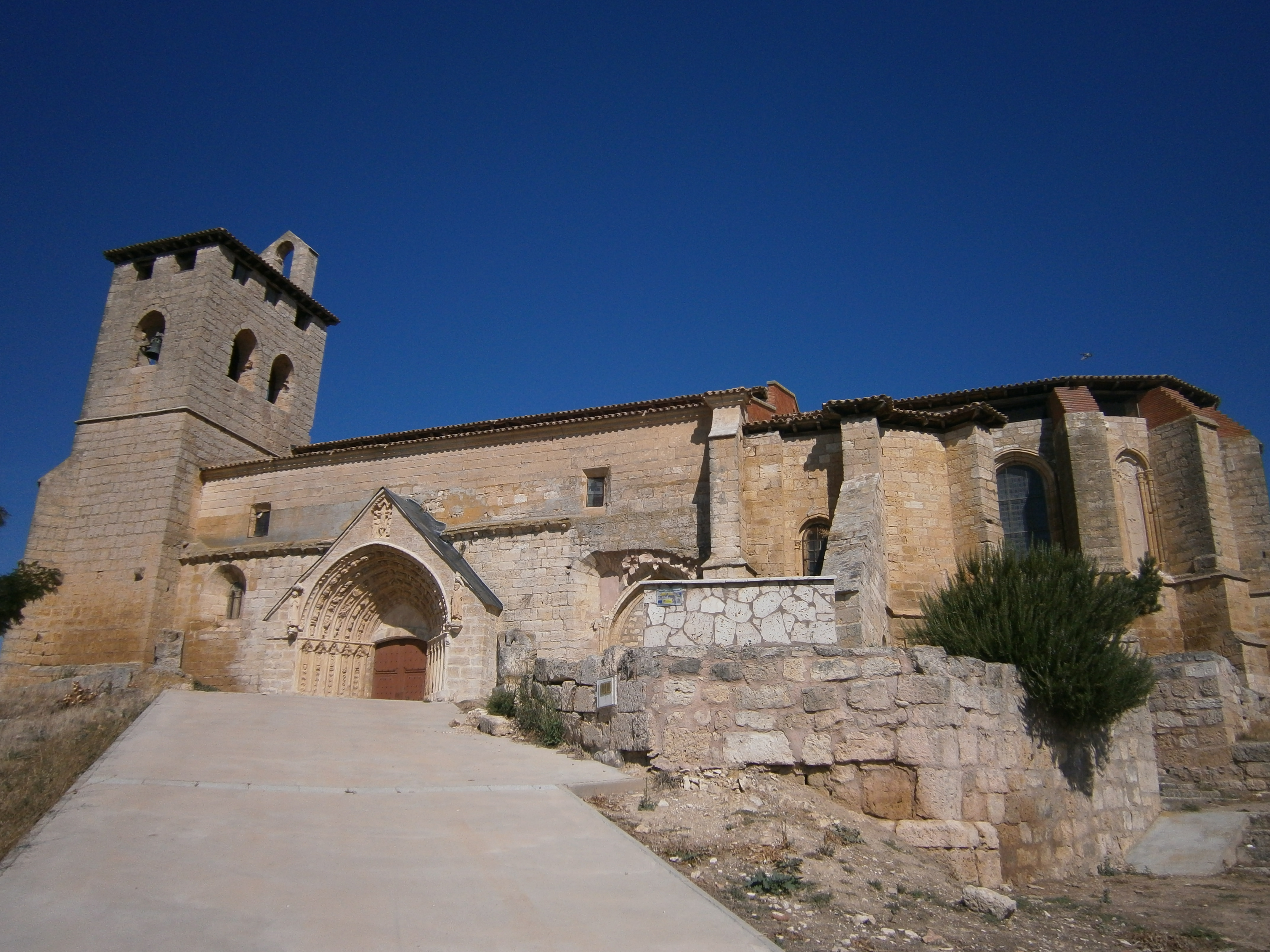
Iglesia de San Millán

La iglesia San Millán encuentra en la provincia de Burgos (España), en el municipio de los Balbases. La arquitectura de la iglesia esta realizada en estilo gótico (siglo XIII). A comienzos del siglo XVI se construyó un gran retablo, en madera, de sección semicircular, situado en la cabecera de la iglesia. Hoy en día su arquitectura es desconocida, aunque los historiadores suponen que era gótico. Algunas partes fueron conservadas como las esculturas en relieve, que tienen la estética de Felipe de Vigarny. Y pinturas con estilo hispano flamenco del burgalés Alonso de Sedano.
En el año 1773, comienzan las necesidades de sustituir partes del retablo. Pero hasta 1780 no se plantea la idea de construir un nuevo retablo mayor para la parroquia, debido a las malas condiciones en las que se encontraba el anterior.

## Descripción y características de la obra
Se respetaron las partes sobresalientes del antiguo retablo y se incluyeron en la nueva obra, debido la admiración que tenían los responsables de la iglesia hacia esos trabajos.El retablo que encontramos actualmente fue ejecutado arquitectónicamente por José Carcedo entre 1780 y 1784(quien también elaboró el retablo mayor de la Iglesia de San Esteban). En 1785 el maestro Juan Romero labró las esculturas para el retablo, San Millán, cuatro ángeles y La Asunción y en 1796 incluyó una Dolorosa del banco y un San Juan Bautista. El maestro Adrián Carazo fue el encargado de realizar las labores del dorado, hizo unas tareas neoclasicistas imitando jaspes y mármoles en el policromado de la arquitectura quedando en dorado únicamente los elementos de carácter ornamental.
Se trata de un retablo característico del momento de la transición entre el Barroco y el Neoclasicismo. Combinando rasgos del rococó final en elementos neoclásicos. Es un claro ejemplo de retablo-cascarón (banco, cuerpo hexástilo, dividido en cinco calles, y remate en cascarón). En el centro del banco se encuentra el tabernáculo, sobresaliente en altura y coronado por ángeles. Los paneles del banco quedaron completos con relieves de imágenes de los Padres de la parroquia y de los Evangelistas, procedentes del antiguo retablo, a comienzos del siglo XVI. En los extremos aparecen las imágenes del siglo XVIII de la Dolorosa y San Juan talladas por Juan Romero.

### Banco
Sobre el banco, se alzan sin peanas , las columnas, que son corintias de fuste liso decorado con palmas cruzadas pendientes de cintas y rocallas.

### Cuerpo
El cuerpo hexástilo esta formado por una calle principal que sobresale junto a las exteriores, en ella se encuentra un entablamiento incurvado con la imagen de San Millán sustentado por una hornacina flanqueada por columnas. Las dos calles siguientes a la principal están retraídas, y se encuentran dos cuadros superpuestos separados por un motivo decorativo vegetal.
Las calles de los extremos están organizadas con una hornacina inferior donde están colocadas las tallas de San Juan Bautista y San Esteban respectivamente, encima de ellas aparecen sendas de las tablas conservadas del antiguo retablo, y narran escenas de la vida del titular del templo.

### Remate
El remate se organiza en cinco secciones, la sección central esta presidida por una hornacina con la imagen de La Asunción, encima de ella esta situado un relieve de Cristo. A los laterales se encuentran dos pinturas más de Alonso Sedano del siglo XVI (1500- 1505). El resto del remate está decorado con pinturas de ángeles y motivos vegetales y rocallas en relieve.

## Restauración
Hubo una restauración para solventar los problemas más importantes de la arquitectura del retablo. La restauración se basó en tratar el banco y los altares del retablo, un tratamiento preventivo y curativo contra la carcoma, restauración de la carpintería con problemas estructurales , un tratamiento para la conservación del color y algunas protecciones finales preventivas.